# 平祐奈
平 祐奈（たいら ゆうな、1998年〈平成10年〉11月12日 - ）は、日本の女優、タレント。
兵庫県神戸市生まれ、明石市育ち。ケイダッシュグループのピーチ所属。

## 来歴
既に芸能人であった兄と姉の影響で、芝居には興味を持っており、その矢先に、小学6年生の時、本人が知らないうちに母と祖母が応募していた映画『奇跡』のオーディションに合格したことで芸能界入りし女優デビュー。
2011年12月、『Rの法則』（NHK Eテレ）に、R'sメンバー「たいちゃん」としてレギュラー出演。
2012年4月、岡本夏美・吉川日菜子とともに、2012-2013年度おはガール「おはガールちゅ!ちゅ!ちゅ!」として、『おはスタ スーパーライブ』にレギュラー出演し、CD6枚（シングル5枚、ベスト・アルバム1枚）リリース。
2015年4月、『案山子とラケット 〜亜季と珠子の夏休み〜』で、映画初主演。同年9月、『JKは雪女』（毎日放送）で、連続ドラマ初主演。
2016年12月、ニホンモニターが発表した「2016タレントCM起用社数ランキング」では、10社起用で女性部門4位にランクインした。
2017年3月8日、大学合格を報告。同月15日、高校卒業を報告した。同年4月、『もしもツアーズ』（フジテレビ）の週替りレギュラーに起用される。
2021年3月、國學院大學神道文化学部を卒業。神職課程を専攻し資格を取得した。
2022年、ミュージカル『奇跡の人』のヘレン・ケラー役で舞台初出演。同年12月9日、同年6月17日公開されて出演した映画『恋は光』の演技で第44回ヨコハマ映画祭 2022年日本映画個人賞・最優秀新人賞を受賞した。

## 人物
- 6人兄姉（姉1人、兄4人）の末っ子で、長兄は19歳上、次兄は17歳上、姉は平愛梨（14歳上）、兄（三男）は平慶翔（11歳上）である[2]。四兄は8歳上。予定より2か月早く未熟児（早産児）で生まれ、一時期保育器で過ごす[13]。
- 特技はジャズダンス、琉球舞踊[2]、14歳まで習っていたクラシックバレエを中心としたダンス。体が柔軟で、“YUNAポーズ”と名付けたY字バランス（むしろ“I”字バランスに近い）を得意とする[14]。
- 趣味はピアノ、トランペット[2]、着物の着付け、駄洒落作り[15]。御朱印やお寺、神社も好き[16]。フェルメールの絵が好き[16]。
- 好きな著名人はオードリー・ヘプバーン、泉ピン子、大竹しのぶ[2]。
- 好きな食べ物は、白いごはんとマイタケのバターしょうゆあえ。「白いごはんがとにかく好き」で、「白米があれば生きていけます」と語る[17][18]。後に毎朝自分で作った梅を玄米と食べるのが楽しみとも語っている。[19]。お茶など温かい飲み物が好き。苦手な食べ物は、パクチーと鹿肉[16]。
- 母親との約束で、20歳になるまで眉毛は剃らないと決めている[16]。同じく炭酸とコーヒーも20歳までは禁止[16]。20歳を過ぎてもアルコールは出産が終わるまで禁止[20]。高校を卒業した2017年3月には、「肩出し」の服がOKになった[21]。ヒロイン役を務めた映画『honey』（2018年3月公開）の撮影に際しては、役作りのために母親の許可を得て、初めて髪を茶色に染めた[22]。20歳を迎え炭酸飲料解禁となって、ジンジャーエールで乾杯したが、喉が焼けた感じで咳が止まらなくなった[23]。
- 憧れの女性像は「ちゃんと芯の強さを持ってる大和撫子」だといい、理想の恋人像についても「日本男児のような着物の似合う人がいい。日本が大好きなので、一緒に神社とか行けるような人がいいな」と語る[24]。
- 好きな男性のタイプは「中身がおじいちゃんの人」で、「盆栽やる人大歓迎」[25]。
- 一年の夢や目標をノートに書く[26]。ダジャレノートも存在する[27]。
- ダジャレ師匠として、デーブ・スペクターの名前を挙げている[28]。
- 父親との関係について、15歳まで一緒にお風呂に入っていたこと、18歳の時点でも一緒に寝ていることを語っている[29]。
- 2019年12月8日開催の「JALホノルルマラソン2019」でフルマラソンに初挑戦し[30]、完走した[31]。

## 受賞歴
- 第15回クラリーノ美脚大賞 ティーン部門（2017年）[32][33]
- COTTON USA AWARD 2017（2017年5月10日）[34]
- ネイルクイーン2018 協会新人賞[35]
- ベストスタイリングアワード2018 女性部門[36]
- 第44回ヨコハマ映画祭 2022年日本映画個人賞・最優秀新人賞[12]

## 出演

### 映画
- 奇跡（2011年6月11日） - 平祐奈 役
- 貞子3D（2012年5月12日） - 鮎川茜（少女時代） 役
- だいじょうぶ3組（2013年3月23日） - 千葉聡子 役
- ゲームセンターCX THE MOVIE 1986 マイティボンジャック（2014年2月22日） - ヒロイン・木下久美子 役
- 紙の月（2014年11月15日） - 梅澤梨花（中学生時代） 役[37]
- ソロモンの偽証  - 水川冴子 役[38]
  - 前篇・事件（2015年3月7日）
  - 後篇・裁判（2015年4月11日）
- 案山子とラケット 〜亜季と珠子の夏休み〜（2015年4月4日） - 主演・小田切亜季 役[4]
- 青鬼 ver.2.0（2015年7月4日） - ヒロイン・杏奈 役[39]
- ぼくが命をいただいた3日間（2016年3月5日） - 進藤明日香 役[注 2][40][17]
- 青空エール（2016年8月20日） - 澤あかね 役[41]
- キセキ -あの日のソビト-（2017年1月28日） - ヒロイン・櫻井結衣 役[注 3][42]
- きょうのキラ君（2017年2月25日） - 矢作澪 役[43]
- サクラダリセット - 相麻菫 役[44]
  - サクラダリセット 前篇（2017年3月25日）
  - サクラダリセット 後篇（2017年5月13日）
- 暗黒女子（2017年4月1日） - 二谷美礼 役[45]
- ReLIFE リライフ（2017年4月15日） - 主演・日代千鶴 役[注 4][46]
- 忍びの国（2017年7月1日） - 北畠凛 役[47]
- 写真甲子園 0.5秒の夏（2017年11月11日） - 愛梨寿 役[48]
- 未成年だけどコドモじゃない（2017年12月23日） - 主演・折山香琳 役[49]
- honey（2018年3月31日） - ヒロイン・小暮奈緒 役[50]
- 凜-りん-（2019年2月22日） - 佐那 役[注 5][51]
- 10万分の1（2020年11月27日） - 主演・桜木莉乃 役[注 6][52]
- その消失、（2022年2月25日） - ヒロイン[53]
- 恋は光（2022年6月17日） - 東雲 役[54][55]
- 短編映画「Blind Mind」（2023年1月6日） - ヒロイン・仲道フミカ 役[56][57]
- からかい上手の高木さん（2024年5月31日） - 真野 役[58]
- マイナビ創業50周年記念オリジナルWEB映画「ミライヘキミト。」（2024年8月16日） - 渡利咲季 役[59]
- ネムルバカ（2025年3月20日、ポニーキャニオン） - 主演・鯨井ルカ 役[注 7][60][61]

### テレビドラマ
- 胡桃の部屋 第1話（2011年7月26日、NHK総合） - 三田村咲良（少女期） 役
- ゴーイング マイ ホーム 第2話（2012年10月23日、関西テレビ）
- 幽かな彼女（2013年4月9日 - 6月18日、関西テレビ） - 倉田円花 役
- 三匹のおっさん〜正義の味方、見参!!〜 第7話（2014年3月7日、テレビ東京） - リカコ 役
- 金田一少年の事件簿N（neo） 第7話（2014年9月6日、日本テレビ） - 蓮沼綾花 役
- ただ一つの愛に生きた女たち〜LOVE YOU ONLY〜（2014年12月19日、フジテレビ）
- 贖罪の奏鳴曲 第2話・第3話（2015年1月31日・2月7日、WOWOW） - 島津さゆり 役
- 一路 第3話 - 第9話（2015年8月14日 - 9月25日、NHK BSプレミアム） - スワ 役[62]
- JKは雪女（2015年9月27日 - 10月18日、毎日放送） - 主演・冬城小雪 役[5]
- 大阪環状線 ひと駅ごとの愛物語 Station5 新今宮駅「孤悲櫻」（2016年2月9日、関西テレビ） - 主演・ほのみ 役[63]
- 立花登青春手控え（NHK BSプレミアム） - ヒロイン・ちえ 役
  - 立花登青春手控え（2016年5月13日 - 7月1日）[64]
  - 立花登青春手控え2（2017年4月7日 - 5月26日）[65]
  - 立花登青春手控え3（2018年11月9日 - 12月21日）[66]
  - 立花登青春手控えスペシャル（2020年1月3日）[67]
- 湊かなえサスペンス 望郷 「海の星」（2016年9月28日、テレビ東京） - 真野美咲（少女期） 役[68]
- ミューブ♪〜秘密の歌園〜（2018年4月17日 - 6月19日、メ〜テレ） - 主演・池松修子（イケコ）役[69]
- 夕凪の街 桜の国 2018（2018年8月6日、NHK総合） - 石川風子 役[70]
- ほんとにあった怖い話 夏の特別編2018「迷い道に憑く女」（2018年8月18日、フジテレビ） - 主演・金子初美 役[71]
- 犬神家の一族（2018年12月24日、フジテレビ） - 美代 役[72]
- ドローンドラマ「女川 いのちの坂道」（2019年3月9日、NHK BSプレミアム） - 主演・咲 役[73][74]
- 御曹司ボーイズ（2019年7月6日 - 8月31日、TOKYO MX） - 主演・相原麦 役[75]
- まだ結婚できない男（2019年10月8日 - 12月10日、関西テレビ・フジテレビ） - 中川ゆみ 役[76]
- ひまわりっ! 〜宮崎レジェンド〜（テレビ宮崎） - 主演・林アキコ 役
  - ひまわりっ 〜宮崎レジェンド〜（2020年6月1日 - 6月12日[注 8]）[78][79][77]
  - ひまわりっ 〜宮崎レジェンド2〜（2022年5月16日 - 5月27日）[80]
- ポリス×戦士 ラブパトリーナ! 第2話（2020年8月2日、テレビ東京） - 甘海ほのか 役[81]
- 流れ星（2021年3月22日、NHK BSプレミアム） - 徳田夏子（高校時代）役[82][83]
- ヒミツのアイちゃん（2021年4月13日 - 6月15日、フジテレビ） - 主演・香住愛子 役[84]
- 我が家の夏〜リバー・サイド・ファミリー〜（2021年9月12日、東海テレビ） - 主演・大津あかり 役[85]
  - 我が家の夢〜WRCと恋のかけ橋〜（2023年11月5日、東海テレビ） - 主演・大津あかり 役[86]
- 横山秀夫サスペンス「第三の時効」（2021年11月29日、テレビ東京） - 本間ありさ 役[87][88]
- 異世界居酒屋「のぶ」Season3〜皇帝とオイリアの王女編〜（2023年1月13日 - 3月17日、WOWOW） - セレスティーヌ 役[89]
- ウツボラ（2023年3月24日 - 5月12日、WOWOW） - 溝呂木コヨミ 役[90]
- 半熟ファミリア（2023年4月3日 - 6月26日、BS松竹東急） - 主演・筆谷あかり 役[91]
- この素晴らしき世界（2023年7月20日 - 9月14日、フジテレビ） - 育田詩乃 役[92]
  - この素晴らしき世界 特別編（2023年9月21日）[93]
- しょせん他人事ですから 〜とある弁護士の本音の仕事 第2話 - 第4話（2024年7月26日 - 8月9日、テレビ東京） - 双葉リホ 役[94]
- 連続テレビ小説 おむすび 第37回 -（2024年11月19日 - 、NHK総合） - 湯上佳純 役[95]
- それぞれの孤独のグルメ 第10話・第11話（2024年12月7日・14日、テレビ東京） - 西崎栞 役[96]
- 物産展の女〜宮崎編〜（2025年1月9日（8日深夜）・16日（15日深夜）、テレビ東京） - 主演・蓮見春花 役[注 9][97]
- あなたを奪ったその日から（2025年4月21日 - 6月30日、関西テレビ・フジテレビ） - 結城梨々子 役[98][99]
- FOGDOG（2025年7月22日 - 、読売テレビ） - 主演・狗飼錐 役（丸山隆平〈SUPER EIGHT〉とのダブル主演）[100]

### バラエティ番組
- Rの法則（2011年12月 - 2018年4月24日、NHK Eテレ）
- おはスタ（2012年4月2日 - 2014年3月31日、テレビ東京） - おはガールちゅ!ちゅ!ちゅ!
  - ゲスト出演（2020年9月25日[注 10]）
- ツボ娘（2013年10月23日、TBS）
- 「角川映画劇場」の番組オープニング（2013年 - 2014年、日本映画専門チャンネル） - 角川文庫を読む少女 役
- 王様のブランチ（2015年6月13日・7月25日・9月5日・12月5日、2016年7月2日・8月6日・9月3日、2017年1月14日、TBS）
- もしもツアーズ（2017年4月15日 - 2022年9月24日、フジテレビ） - 週替りレギュラー[9]
- 京都異界中継（2017年8月9日、NHK BSプレミアム） - 司会[101]
- ダウンタウンのガキの使いやあらへんで!（2018年8月26日、日本テレビ） - 月亭方正監督・脚本作品　恋愛映画『一緒に帰ろう』
- ゴー!ゴー!キッチン戦隊クックルン（2020年3月5日 - 2021年3月26日、NHK Eテレ） - モメン 役[102]

### その他
- 勇壮!博多祇園山笠2025（2025年7月15日） - ゲスト [103]

### 配信ドラマ
- 最上のプロポーズ Episode1 「スノウドロップ」（2013年5月20日 - 、BeeTV） - 中学時代の真白 役
- 御曹司ボーイズ（2019年4月28日 - 6月16日、AbemaTV） - 主演・相原麦 役[104]
- ヒミツのアイちゃん（2021年2月21日（20日深夜） - 4月25日（24日深夜）、FOD） - 主演・香住愛子 役[105]
- 箱庭のレミング 第4話「NOT FAMOUS」（2021年7月8日、AbemaTV） - ヒロイン・牧田明日奈 役[106]
- 会社は学校じゃねぇんだよ 新世代逆襲編 第2話 - 最終話（2021年10月28日 - 12月9日、AbemaTV） - 大松エリ 役[107]
- 僕の愛しい妖怪ガールフレンド（2024年3月22日、Amazon Prime Video） - 連城ありさ 役[108]

### ウェブテレビ
- 安室奈美恵ファッション総選挙 FASHION MOVIE BEST 50（2018年9月9日、AbemaTV）[109]

### CM
- バンダイ たまプロフィ「街中にたまハート」篇（2011年）
- SEGA「SEGA NETWORKS」篇（2013年）
- 代々木ゼミナール「勝つ受験」篇（2014年）
- パナソニック 電子レンジ「10分ビストロ」篇（2014年）[110][111][112]
- JAバンク兵庫
  - 「わくわくキャンペーン」篇（2014年 - ）[113]
  - 「プラスモアキャンペーン」篇 /「年金キャンペーン」篇（2016年 - ）
  - 「夏のわくわくキャンペーン」篇（2018年 - ）
- 大塚製薬 カロリーメイト
  - 「旅するカロリーメイト」篇（2015年4月18日 - ）[114]
  - 「見せてやれ、底力。」篇（2015年10月24日 - ）[115]
- 大塚家具
  - 「大塚家具に行ってみた」篇（2015年 - ）[116]
  - 「生まれ変わった」篇（2016年 - ）[117]
- 任天堂 ニンテンドー3DS「マリオ&ルイージRPG ペーパーマリオMIX」篇（2015年）[118]
- JR東日本 JR SKISKI「そこに雪はあるか。」篇（2015年 - 2016年）[119][120]
- ソフトバンク Y!mobile「ネコのおまわりさん」篇（2015年 - ）[121]
- ベネッセコーポレーション 進研ゼミ＋「学び革命」篇（2016年 - ）[122]
- 片倉工業 コクーンシティ 2代目市長「誕生祭」篇（2016年 - ）[123]
- ミサワホーム
  - 「進歩する家」篇 /「味噌汁の味」篇（2016年5月 - ）
  - 「おばあちゃん子」篇（2016年9月 - ）
  - 「備える・守る・支える」篇（2017年2月 - ）
- 日本マクドナルド
  - 「三角ももクリームパイ」篇（2016年9月 - ）[124]
  - 「三角チョコパイ黒白 迷うじゃん」篇（2016年11月 - ）[125]
  - 「三角いちごチョコパイ くちびる」篇 （2017年1月 - ）[126]
- LINEバイト
  - 「キテルゾ!1000万会員」篇（2016年9月 - ）[127]
  - 「どうも! LINEバイト」篇（2017年2月 - ）[128]
- シャープ
  - プラズマクラスター冷蔵庫
    - 「ホームフリージング」篇（2016年11月 - ）[129]
    - 「電動どっちもドア」篇（2017年11月 - ）[130]

  - ヘルシオグリエ「作りたてのおいしさ」篇（2016年11月 - ）[129]
  - プラズマクラスター「目に見えないもの」篇（2016年12月 - ）[129]
  - プラズマクラスター蚊取空気清浄機「出産祝い」篇（2017年5月 - ）[131]
  - プラズマクラスターエアコン「年中快適」篇（2017年5月 - ）[132]
  - RACTIVE Air「華麗なステップ」篇（2017年12月 - ）[133]
  - ヘルシオグリエレンジ「私にピッタリ」篇（2017年12月 - ）[134]
- ABCマート NEW BALANCE「996」篇（2017年11月 - ）[135]
- AOKI「チアガール」篇（2018年2月 - ）[136]
- ハウスウェルネスフーズ「PERFECT VITAMIN 1日分のビタミン」
  - 「平祐奈登場」篇（2018年3月31日 - ）[137]
- リクルート リクナビ2020「私の生きる道」編（2019年2月 - ）[138]
- 花王「ソフィーナ プリマヴィスタ」（2019年5月 - ）[139]
- アリシアクリニック[140]
  - 「道」篇（2020年1月 - ）[141]
  - 「cafe」篇（2020年1月 - ）[141]
- ROKI 「纏（まとい）カラーマスク」（2023年1月15日 - ）[142][注 11]
- 宮崎銀行（2023年8月 - ）[143]
- coca 「coca、行こっか」篇（2024年10月18日 - ） - 平愛梨（実姉）と共演[144]

### 広告
- 総務省消防庁
  - 全国消防協会 春の火災予防運動ポスター（2014年）[145]
  - 日本損害保険協会 全国統一防火ポスター（2016年）[146]
- 厚生労働省
  - 建設業労働災害防止協会 全国労働衛生週間ポスター（2016年）[145]
  - 中央労働災害防止協会 リフレッシュポスター（2017年）[145]
  - 中央労働災害防止協会 全国労働衛生週間ポスター（2017年）[145]
- 西善商事 平祐奈プロデュース振袖（2016年7月 - ）

### ミュージック・ビデオ
- AKB48 「Green Flash」（2015年）
- 井上苑子「メッセージ」（2017年、映画『ReLIFE』主題歌）[147]
- Sonar Pocket「108〜永遠〜」（2018年、映画『honey』主題歌）[148]

### Blu-ray&DVD
- 4133（2015年11月11日、ポニーキャニオン）[注 12][149]

### ショートムービー
- うれしいし、たのしいし、大好きかもしれない。（2015年12月4日、ビデオパスにて先行配信 / 12月18日、電子書籍ブランド「otoCoto」の『OtoBon ソングノベルズ大賞〜音楽を感じる小説〜』特設WEBサイト[150]にて公開） - 主演・眞美子 役[151][152][153]

### イベント
- GirlsAward
  - GirlsAward 2017 AUTUMN/WINTER（2017年9月16日、幕張メッセ）[154]
  - GirlsAward 2018 SPRING/SUMMER（2018年5月19日、幕張メッセ）[155]
- 東京ガールズコレクション 2018 AUTUMN/WINTER（2018年9月1日、さいたまスーパーアリーナ）[156]

### 舞台
- マーダーミステリーシアター「演技の代償」（2021年2月12日、配信：ライブプラットフォーム・SPWN）[157]
- ミュージカル「奇跡の人」（2022年5月18日 - 6月5日、東京芸術劇場 プレイハウス / 6月8日 - 12日、梅田芸術劇場 シアター・ドラマシティ） - ヘレン・ケラー 役[11][158]
- NOISES OFF（2023年11月4日 - 12日〈予定〉、森ノ宮ピロティホール / 11月16日 - 29日〈予定〉、EX THEATER ROPPONGI / 12月4日 - 10日〈予定〉、キャナルシティ劇場）[159]

### ラジオ
- 平祐奈の凸凹ラジオ（2022年10月 - 、bayfm） - 毎週木曜 23時 - 23時27分[160]

### その他
- ミス・ティーン・ジャパン - 応援アンバサダー
  - 2018（2017年開催）[161]
  - 2019（2018年開催）[162]
  - 2020（2019年開催）[163]
  - 2021（2020年開催）[164]

## 書籍

### 写真集
- 祐奈 〜楽しい思い出〜（2015年11月12日、ワニブックス、撮影：西條彰仁）ISBN 978-4-847-04797-8[注 13][149]
- 和ごころ（2016年11月11日、玄光社）ISBN 978-4-768-30800-4[165]
- Comme le Soleil（2018年11月12日、東京ニュース通信社、撮影：佐藤佑一）ISBN 978-4-863-36845-3[166]

### カバーモデル
- エンジェル文庫「嫌い…だけど好き」（2014年4月25日、著：白咲みつば、小学館） - 表紙

### 雑誌連載
- CM NOW「平祐奈の知りタイガー!! 〜日本のカルチャー探検〜」（2014年10月 - 、玄光社） - 連載。フォトブック『和ごころ』に収録[165]。
- UP to boy UTB+「平祐奈のゆぅ〜なぁ〜・ザ・ワールド」（2014年10月 - 2015年12月9日、ワニブックス） - 連載

### レギュラーモデル
- HR（2015年4月 - 2017年2月 、グラフィティ）

### カレンダー
- 平祐奈 カレンダー2015年（2014年10月15日、TRY-X corporation）
- 平祐奈 カレンダー2016年（2015年10月24日、TRY-X corporation）
- 平祐奈 カレンダー2017年（2016年11月5日、TRY-X corporation）
- 平祐奈 カレンダー2018年（2017年11月18日、TRY-X corporation）
- 平祐奈 CALENDAR 2019.04-2020.03（2019年1月12日、東京ニュース通信社、UPC/JAN:978-4-863-36873-6）[167]
- 平祐奈 カレンダー2020年 2020.01-2020.12（角川書店）
- 平祐奈 カレンダー2021年 2021.04-2022.03（角川書店）
- 平祐奈 カレンダー2023年 2023.04-2024.03（ケイダッシュステージ）
- 平祐奈 カレンダー2024年 2024.1-2024.12 (2024年11月18日、TRY-X corporation、UPC/JAN:496-8-855-24235-7)[168]